# Ziggoerat

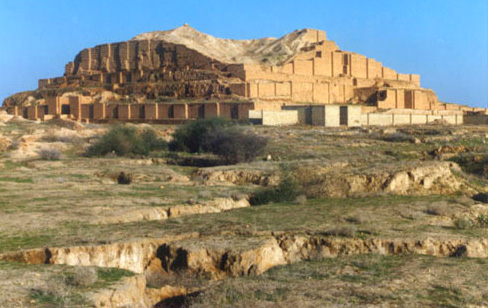
Dur-Untash, of Chogha Zanbil, gebouwd in de 13e eeuw v.Chr. in opdracht van Untash-Napirisha, is een van 's werelds best bewaarde ziggoerats. Nabij Susa, Iran

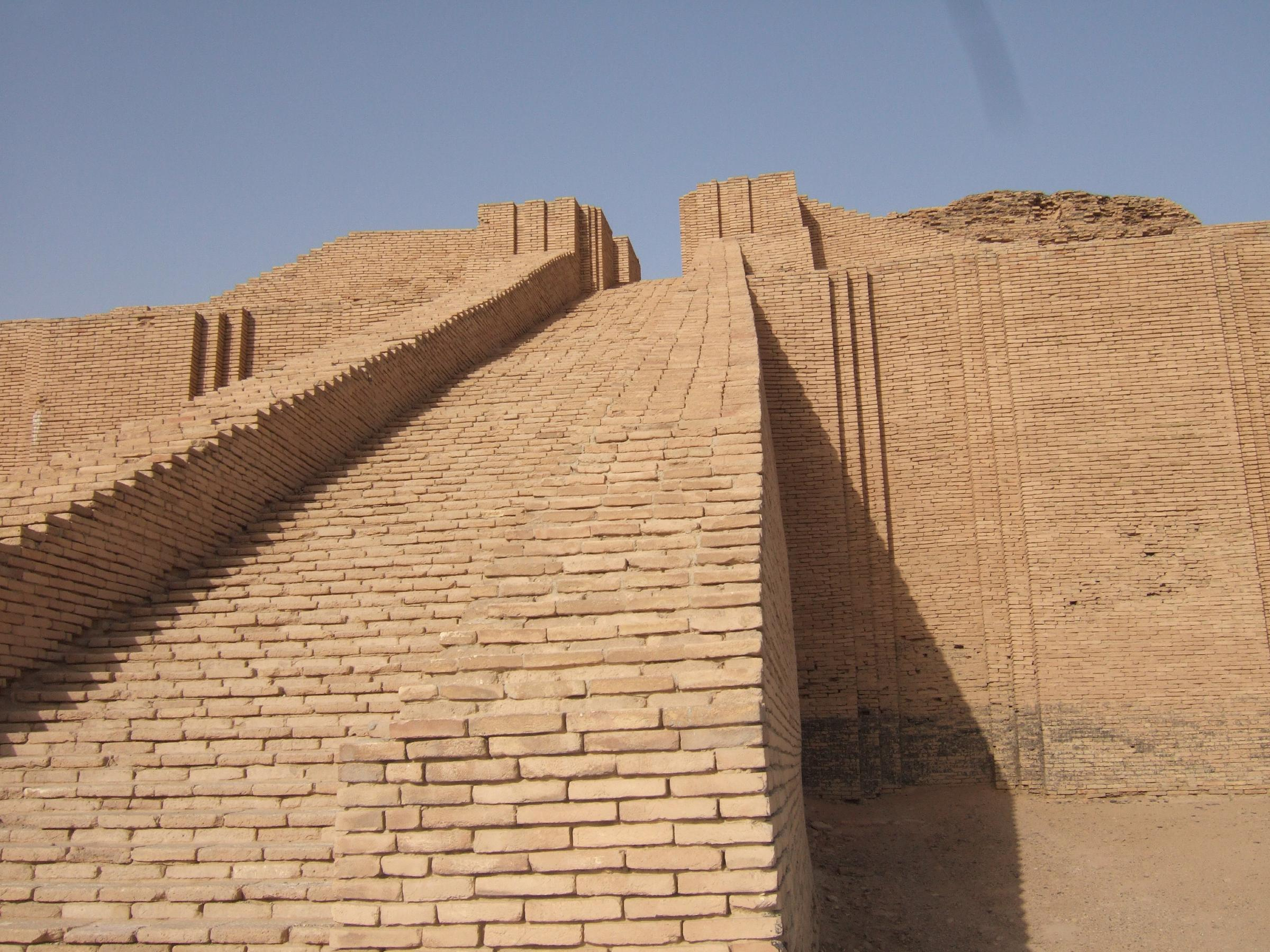
Ziggoerat van Ur, gereconstrueerd

Een ziggoerat, zikkoerrat of ziggurat (Babylonisch: ziqqurrat, D-Stam van zaqāru "bouwen op een verhoogd gebied") is een tempeltoren uit het oude Mesopotamië (Irak) en Perzië (Iran) in de vorm van een terrasvormige piramide van opeenvolgend teruglopende verdiepingen.
De vroegste voorbeelden van ziggoerats dateren uit de Obeidcultuur in het 4e millennium v.Chr., en de laatste dateren uit de 6e eeuw v.Chr.
Volgens Herodotus' Historiën (I, 98) bouwde Deioces (r. 700-647 v.Chr.) de stad Agbatana (Hamadan) op een heuvel middels zeven muren in concentrische cirkels boven elkaar, van beneden naar boven in de kleuren wit, zwart, rood (scharlaken), blauw, oranje, zilver en goud.
De ziggoerats lijken aan te tonen dat Sumeriërs voorheen hun goden op bergtoppen vereerden.
Ziggurats waren een veelvoorkomend type tempel voor de Sumeriërs, Babyloniërs en Assyriërs.
Ziggurats waren niet de plaats waar openbare handelingen of ceremonies werden gehouden, maar werden beschouwd als de verblijfplaats van de goden. Dankzij de ziggurat konden mensen dicht bij de goden zijn. Elke stad had zijn eigen god of godin, van wie hij beschermheer, gouverneur, patesi of lugal was. Alleen de priesters hadden toegang tot het interieur van de ziggurat om in de behoeften van de goden te voorzien, waardoor ze een machtig element van de samenleving werden.

## Afbeeldingen

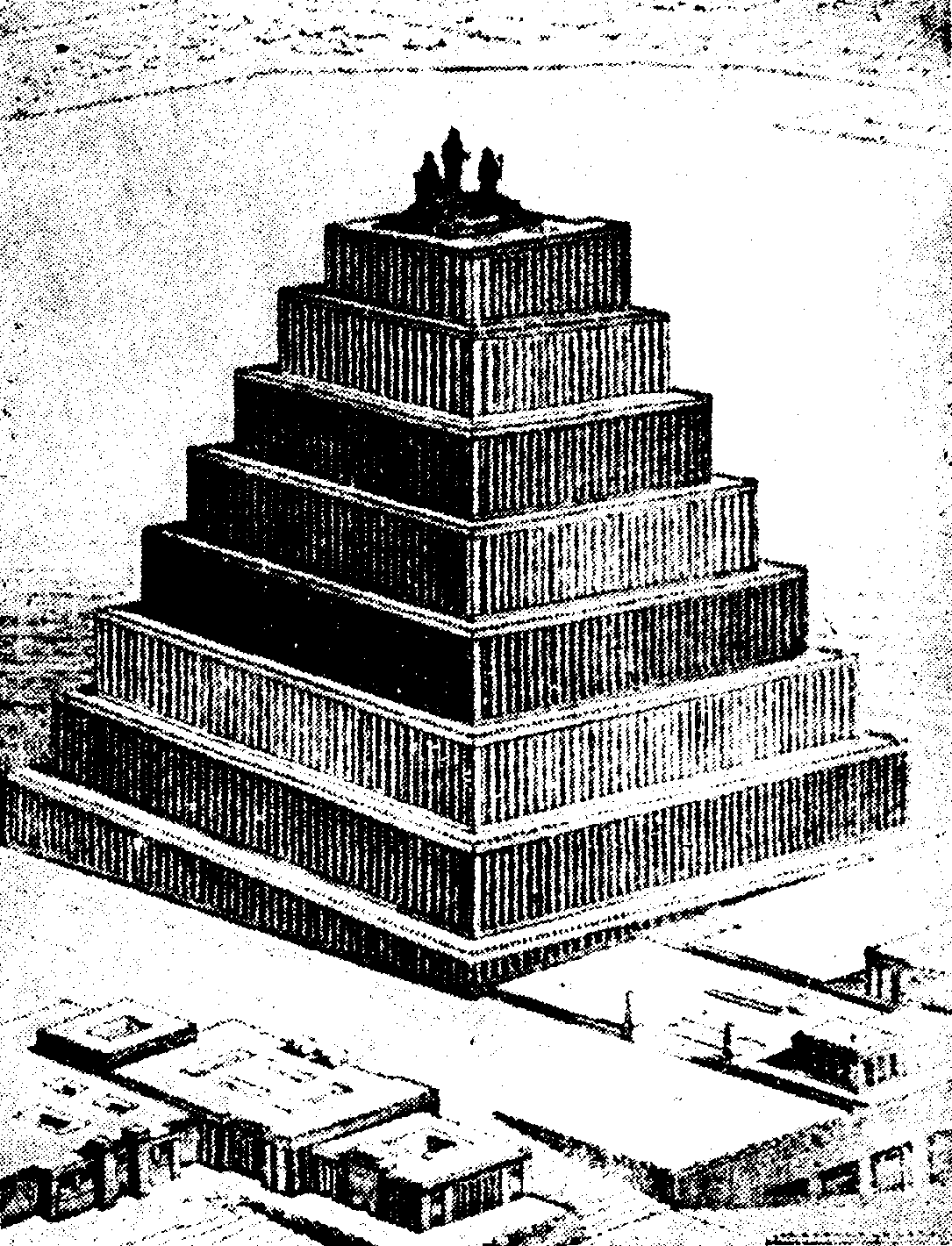
Babylonische tempeltoren, afbeelding uit het Nordisk familjebok
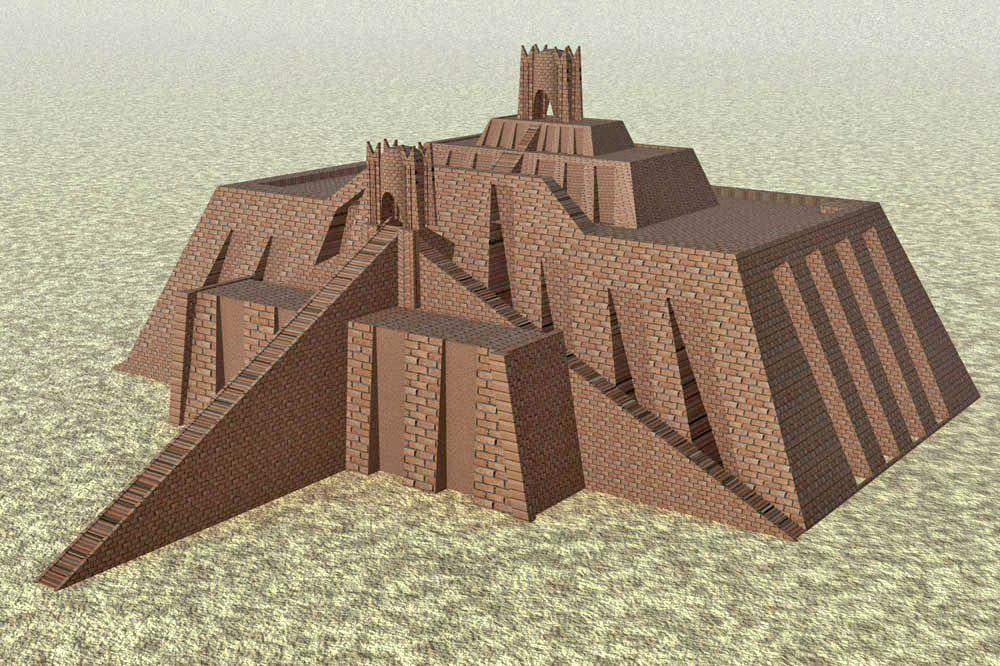
Een reconstructie van de Ziggoerat van Ur
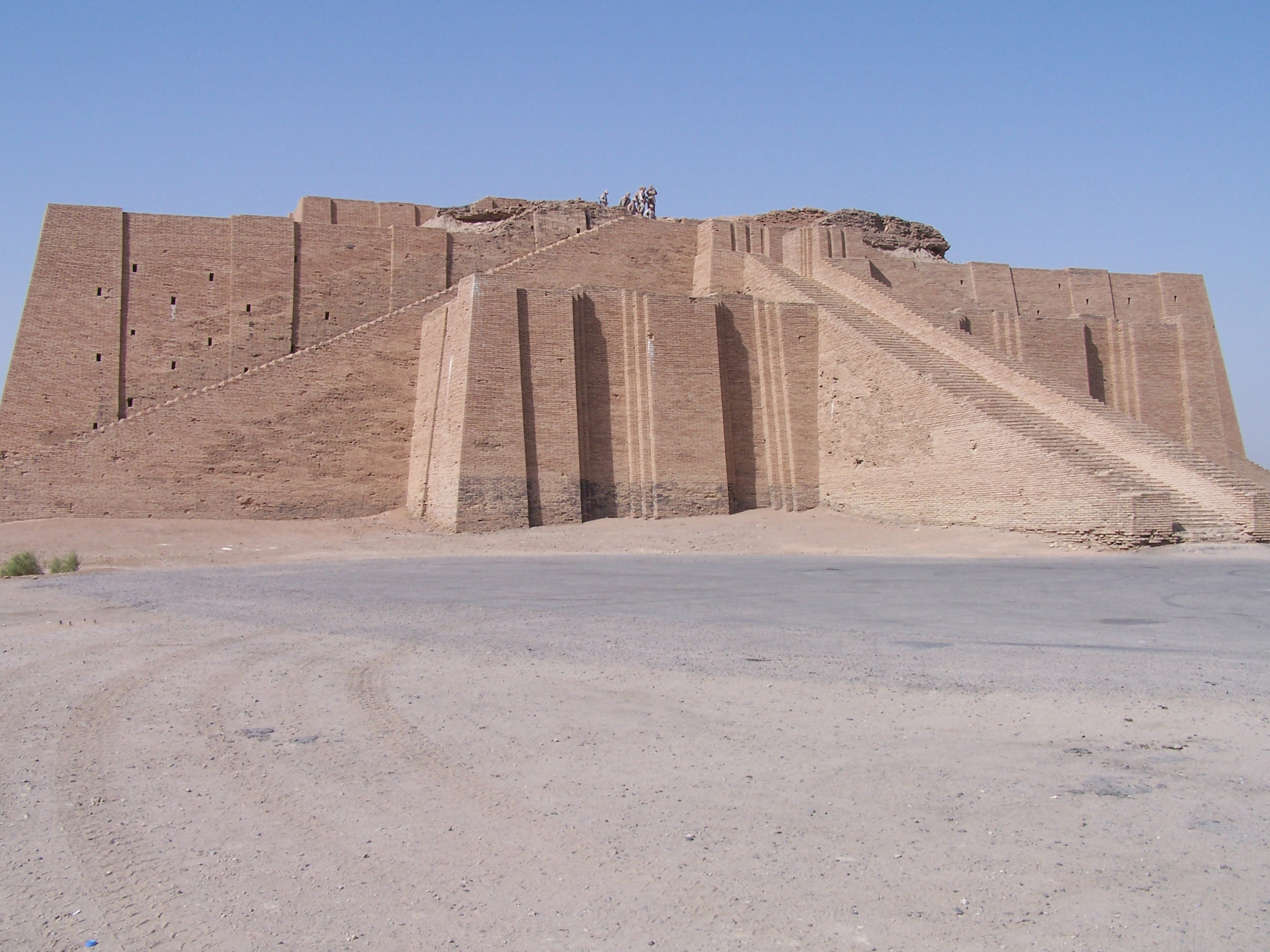
Ziggoerat bij Ali Air Base in Irak
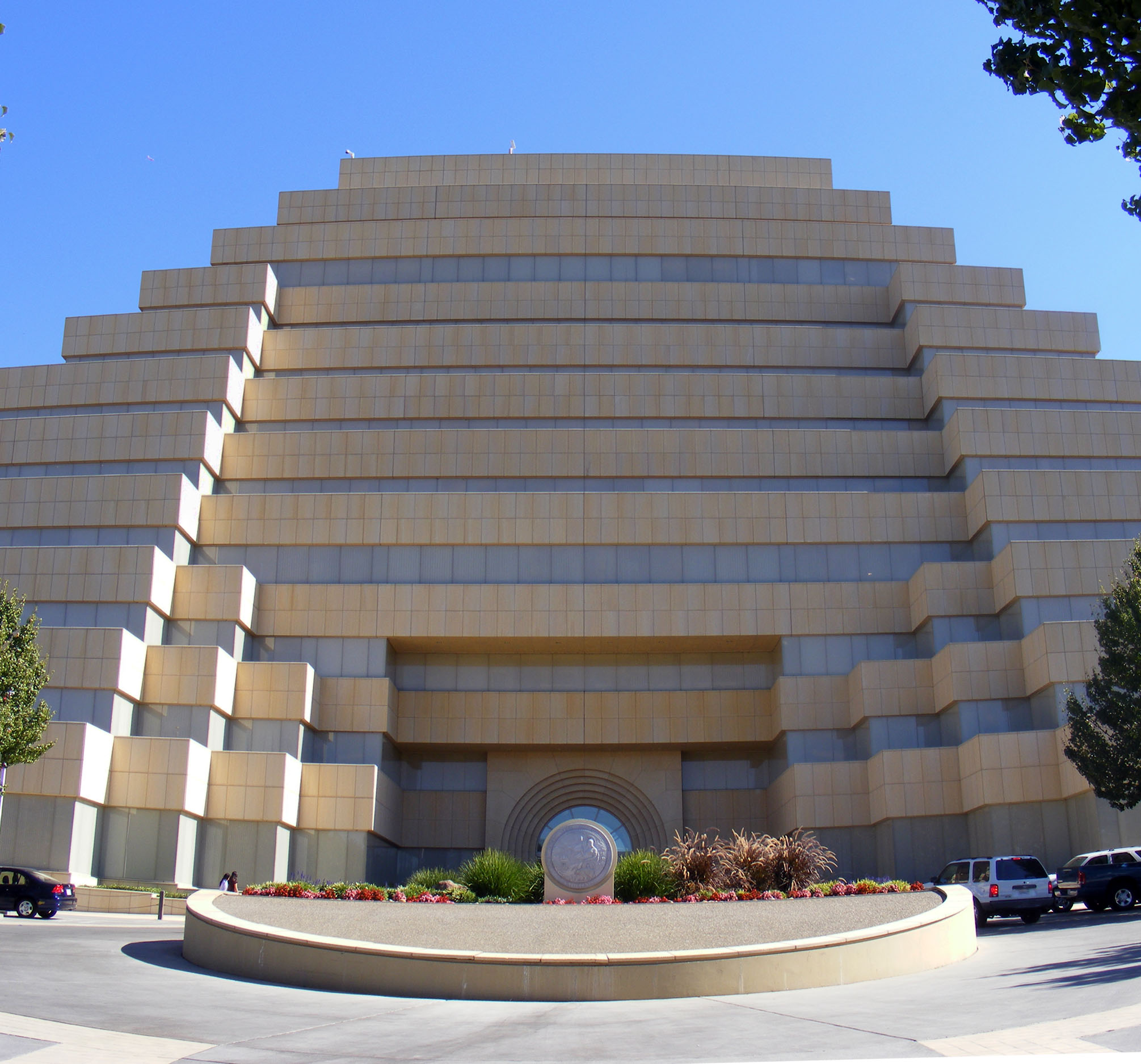
Moderne ziggoerat in West Sacramento
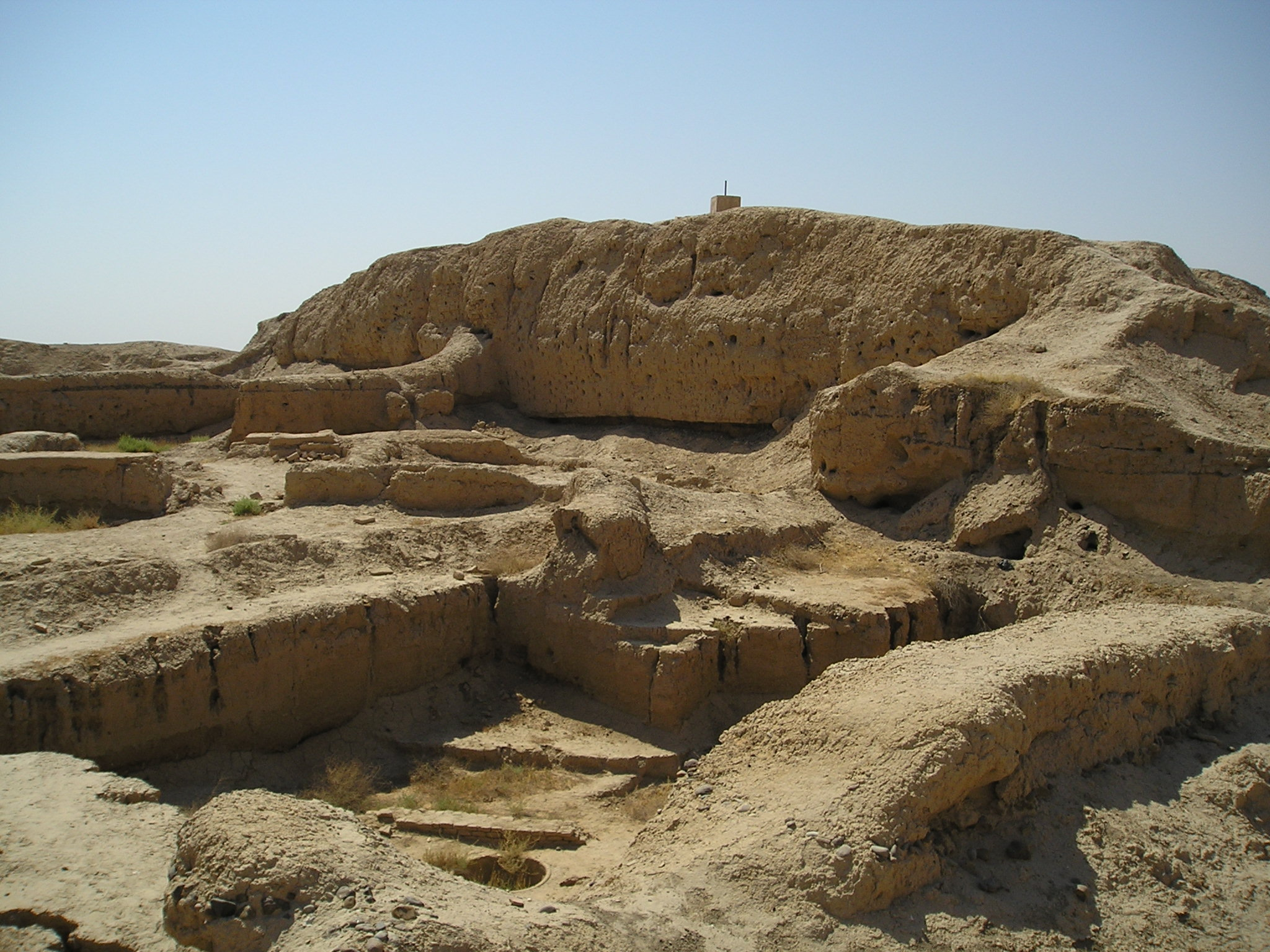
Ziggoerat in Mari